# ダムチ
ダムチ（英：Damchi）は、ブータンのダムチ村原産の愛玩犬種のひとつである。

## 歴史
その生い立ちについてはほとんどが解明されておらず不詳な点が多いが、チベットのチベタン・スパニエルと中国のペキニーズとは兄弟関係にある古い犬種であるということは判明している。しかし、この3犬種のうち、どれが原種なのかはよく分かっていない（但しペキニーズはチベタン・スパニエルから派生している）。だが、ダムチの原産国であるブータンは山がちで交通手段に難があったため、外部から他犬種が入っていくることがめったになく、本種だけ生い立った当初に限りなく近い姿を保持し続けている。
主に愛玩犬として飼育されるのに用いられるが、それと併せて番犬として吠えて来客を主人に知らせるのにも使われている。
ブータン国内では著名な犬で、人気の高い国民的な犬種として親しまれている。ダムチ村以外でも広く飼育されていて、ブータン国王から一般市民、ある程度の低所得層に渡って様々な人が愛好している。1972年にはブータン原産の犬種を特集した記念切手集にも取り上げられた。しかし、ブータン国外ではほとんど知られておらず、外部に出たことは一度しか確認されていない。その年代は明らかではないが、ドイツの珍犬種ブリーダーがアジア旅行の際にブータンでダムチを発見、数頭を連れ帰ったときのみである。以後、繁殖が成功したかなどについての詳細な情報も無い。
今日もほぼ原産地限定の希少種で、FCIなどのケネルクラブには公認の申請を行っていない。

## 特徴
容姿はチベタン・スパニエルに似るが、もっとマズルや脚は長く、より原始的な姿をしていると言い表される。マズルは細く短く先が尖っていて、潰れていない。脚は細く、チベタン・スパニエルやペキニーズとは違って体の下部から日差しが見える（腹部と地面の間により広い隙間がある）。頭部はやや小さめで短頭型、耳は長めの飾り毛がある垂れ耳。尾はふさふさした巻き尾で、背中に背負っている。コートは柔らかなロングコートで、毛色はブラック・アンド・ホワイトやそれにタンが加わったトライカラーなど。メインカラーはブラックで、マズルや胸部、腹部、足先、尾先がホワイトで、タンが入る個体は目の上にその色のマーキングがある。小型犬サイズの犬で、運動量は少なめである。